# Élections à l'Assemblée de Madrid de 1999
Les élections à l'Assemblée de Madrid de 1999 (en espagnol : Elecciones a la Asamblea de Madrid de 1999) se sont tenues le dimanche 13 juin 1999, afin d'élire les cent deux députés de la cinquième législature de l'Assemblée de Madrid.
Le scrutin est remporté par le Parti populaire de Madrid (PPM), qui obtient une nouvelle fois une majorité absolue en voix et sièges.

## Contexte
Le glissement à droite de la Communauté de Madrid – engagé en 1986 avec la première percée du Centre démocratique et social (CDS) – s'est concrétisé lors des élections autonomiques du 28 mai 1995. Effectivement au cours de celle-ci, le Parti populaire de Madrid (PPM) avait remporté 1 476 000 voix, soit 51,7 % des suffrages et 54 députés sur 103 à l'Assemblée de Madrid.
La Fédération socialiste madrilène-PSOE (FSM-PSOE), au pouvoir depuis juin 1983 mais en perte de vitesse, se trouve donc défaite et renvoyée dans l'opposition avec 30,1 % des voix en sa faveur, ce qui lui donne seulement 32 députés. Quant à la Gauche unie (IU), elle progresse très fortement : en obtenant 464 000 suffrages, elle établit son record régional. Elle remporte ainsi 16,2 % et 17 députés régionaux.
Le résultat des municipales s'inscrit dans cette tendance : à Madrid, la liste du maire conservateur José María Álvarez del Manzano monte jusqu'à 52,7 %, tandis que celle du socialiste Juan Barranco plonge jusqu'à 27,8 % et IU prend une solide troisième place, avec 15,6 %.
La domination de la droite est confirmée à l'occasion des élections législatives anticipées du 3 mars 1996, qui voient le PP accéder au pouvoir au niveau national avec une majorité relative. Dans la communauté autonome, il frôle la majorité absolue avec un score de 49,3 %, ce qui lui accorde 17 des 34 sièges au Congrès des députés. Le PSOE est lui en déroute, se contenant de 31,4 % et 11 élus, tandis qu'IU tire à nouveau son épingle du jeu en pointant à 16,4 % – son meilleur score lors de ce scrutin – et 6 parlementaires.

## Mode de scrutin
L'Assemblée de Madrid (en espagnol : Asamblea de Madrid) se compose de 102 députés, élus pour un mandat de quatre ans au suffrage universel direct, suivant le scrutin proportionnel à la plus forte moyenne d'Hondt. Le nombre d'élus n'est pas fixe puisque le statut d'autonomie prévoit que chaque député représente 50 000 habitants.
La Communauté de Madrid constitue une circonscription unique. Seules les forces politiques – partis, coalitions, indépendants – ayant remporté au moins 5 % des suffrages exprimés au niveau du territoire régional participent à la répartition des sièges.

## Partis et têtes de liste
| Formation politique | Formation politique                                                       | Tête de liste                    | Idéologie                                                      | Score en 1995              |
| ------------------- | ------------------------------------------------------------------------- | -------------------------------- | -------------------------------------------------------------- | -------------------------- |
|                     | Parti populaire de Madrid Partido Popular de Madrid                       | Alberto Ruiz-Gallardón Président | Centre droit Conservatisme, démocratie chrétienne, libéralisme | 51,7 % des voix 54 députés |
|                     | Fédération socialiste madrilène-PSOE Federación Socialista Madrileña-PSOE | Cristina Almeida                 | Centre gauche Social-démocratie, progressisme                  | 30,1 % des voix 32 députés |
|                     | Gauche unie Izquierda Unida                                               | Ángel Pérez Martínez             | Gauche Communisme, républicanisme                              | 16,2 % des voix 17 députés |

## Résultats

### Scores
| Inscrits                                        | Inscrits                 | Inscrits                 | 4 281 075 |             |                       |                       |
| Abstentions                                     | Abstentions              | Abstentions              | 1 674 750 | 39,12 %     |                       |                       |
| Votants                                         | Votants                  | Votants                  | 2 606 325 | 60,88 %     |                       |                       |
|                                                 |                          |                          |           |             |                       |                       |
| Bulletins enregistrés                           | Bulletins enregistrés    | Bulletins enregistrés    | 2 606 325 |             |                       |                       |
| Bulletins blancs ou nuls                        | Bulletins blancs ou nuls | Bulletins blancs ou nuls | 67 171    | 2,58 %      |                       |                       |
| Suffrages exprimés                              | Suffrages exprimés       | Suffrages exprimés       | 2 539 154 | 97,42 %     | 102 sièges à pourvoir | 102 sièges à pourvoir |
|                                                 |                          |                          |           |             |                       |                       |
| Liste                                           | Tête de liste            |                          | Suffrages | Pourcentage | Sièges acquis         | Var.                  |
| Parti populaire de Madrid (PPM)                 | Alberto Ruiz-Gallardón   |                          | 1 324 596 | 52,17 %     | 55 / 102              | 1                     |
| Fédération socialiste madrilène-PSOE (FSM-PSOE) | Cristina Almeida         |                          | 944 819   | 37,21 %     | 39 / 102              | 7                     |
| Gauche unie (IU)                                | Ángel Pérez Martínez     |                          | 199 488   | 7,86 %      | 8 / 102               | 9                     |
| Autres listes                                   | Néant                    |                          | 70 251    | 2,77 %      | 0 / 102               |                       |

### Analyse
Avec une mobilisation électorale en chute de 300 000 électeurs, le scrutin de 1999 passionne bien moins que celui de 1995. Il est marqué par une nouvelle victoire du Parti populaire de Madrid, qui abandonne à cette occasion pas moins de 152 000 voix, tout en parvenant à progresser d'un siège. Bien que la Fédération socialiste madrilène-PSOE soit maintenue dans l'opposition, elle profite pleinement de son alliance avec les dissidents de la Gauche unie – dont sa propre tête de liste – et réussit une progression sensible, de l'ordre de 84 000 voix. Cela lui permet de se maintenir nettement au-dessus des 30 % et engranger 7 élus supplémentaires. C'est en effet IU qui se révèle la perdante de ce scrutin, alors qu'elle était l'une des vainqueurs de l'élection de 1995. Le parti d'extrême-gauche chute lourdement en accusant une perte de 265 000 suffrages favorables, repassant ainsi sous la barre des 10 % des voix et des 10 sièges. Avec le Centre démocratique et social en 1991 et la FSM-PSOE en 1987, c'est l'un des plus importants effondrements électoraux de l'histoire régionale.

### Conséquences
Alberto Ruiz-Gallardón est investi pour un second mandat de président de la communauté de Madrid le 7 juillet 1999, à l'issue de deux jours de débat tendu entre le PPM et les partis de l'opposition, avec le seul soutien de la majorité parlementaire. Environ dix-sept mois plus tard, la FSM-PSOE change de secrétaire général et désigne le jeune conseiller municipal de Madrid Rafael Simancas.